# Женска репрезентација Сједињених Америчких Држава у хокеју на леду
Женска репрезентација Сједињених Држава у хокеју на леду (енгл. nited States women's national ice hockey team) национални је тим у хокеју на леду који представља Сједињене Америчке Државе на такмичењима на међународној сцени. Делује под ингеренцијама Хокејашког савеза Сједињених Држава који је пуноправни члан Међународне хокејашке федерације. Репрезентација је позната под надимком Тим САД, односно Ајс Јенкс (енгл. Team USA, Ice Yanks).
Америчка репрезентација је једна од најбољих светских репрезентација у овом спорту и од свог оснивања константно се налази у врху ранг листе ИИХФ-а. Американке су редовне учеснице свих највећих хокејашких такмичења на свету и у досадашњој историји репрезентација је освојила чак 8 титула светског првака, те једну титулу олимпијског победника.
Американке су у Пјонгчангу 2018. освојиле златну олимпијску медаљу, по први пут након пуних десет година.